# 凉州词
《凉州词》是中国唐朝诗人王之涣的两首七言绝句。其一为王之涣的代表作。《文苑英华》载有两处，卷一九七题作《出塞》，卷二六六题作《凉州》。其他诸本多题作《凉州词二首》。又题作《听玉门关吹笛》。
诗人高适以《塞上听吹笛》诗与王之涣唱和。诗中“月明羌笛戍楼间”与王之涣的“羌笛何须怨杨柳”相应。